# Saropogon philocalus
Saropogon philocalus là một loài ruồi trong họ Asilidae. Saropogon philocalus được Séguy miêu tả năm 1941. Loài này phân bố ở vùng Cổ Bắc giới.